# Stefano Podeschi
Stefano Podeschi (Verucchio, 31 agosto 1967) è un ex arbitro di calcio sammarinese.

## Carriera
Ha iniziato la carriera arbitrale nell'ambito della FIGC. È stato arbitro AIA dal 1984 al 1991. Quindi, nel 1991 è diventato arbitro ASA. Ha ricevuto la nomina ad internazionale il 1º gennaio 2002, e per molti anni, assieme a Gabriele Rossi è stato uno dei due arbitri internazionali della federazione sammarinese a disposizione di UEFA e FIFA.
Ha diretto numerose gare di under 17, under 19 e soprattutto under 21 a livello nazionali (fino a 3 gare nello stesso anno).
Fa il suo debutto in una gara tra nazionali maggiori il 13 ottobre 2004, quando è chiamato a dirigere un incontro tra Andorra e Macedonia, terminato 1-0 e valido per le qualificazioni FIFA ai mondiali di calcio del 2006 e che segna la prima vittoria nella storia della nazionale di Andorra.
Ha diretto inoltre molte partite valide per i turni preliminari dell'attuale Europa League, un tempo Coppa UEFA e mini tornei di qualificazioni alla COPPA DELLE REGIONI DELLA UEFA, torneo riservato a rappresentative dilettantistiche nazionali.
Il 31 dicembre 2011 l'ASA lo ritira dalle liste internazionali per aver raggiunto il limite massimo di 45 anni.
Nel 2013 diventa il primo Osservatore arbitrale della Repubblica di San Marino per conto dell'UEFA.